# سیارک ۱۰۰۱۶
سیارک ۱۰۰۱۶ (به انگلیسی: 10016 Yugan، نامگذاری:1978SW7) ده هزار و شانزدهمین سیارک کشف شده‌است که در ۲۶ سپتامبر ۱۹۷۸ کشف شد.
قدر مطلق سیارک برابر ۱۳٫۹ است.